# Pfarrkirche Oggau

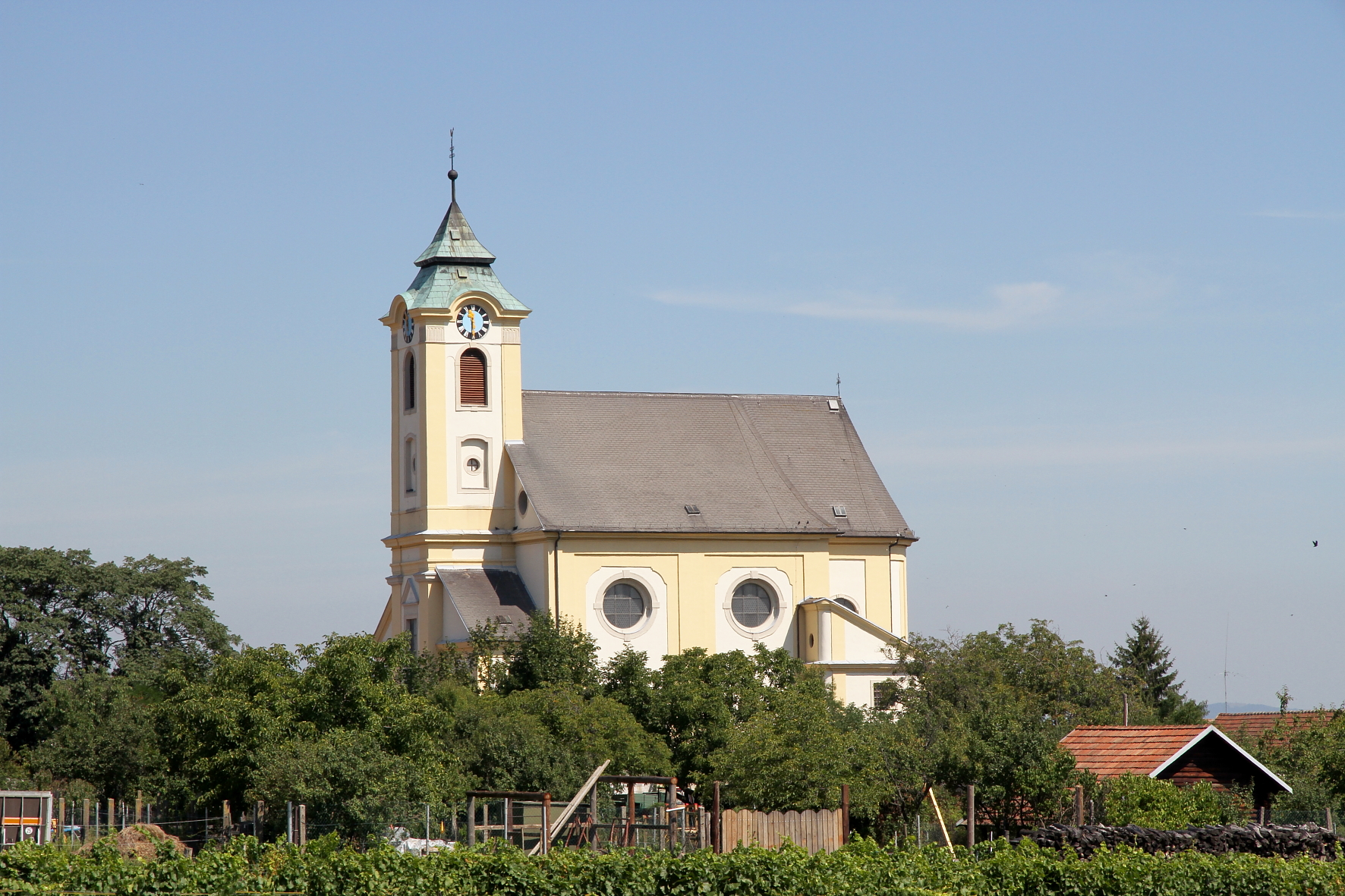
Kath. Pfarrkirche Hl. Dreifaltigkeit und Simon und Judas in Oggau am Neusiedler See

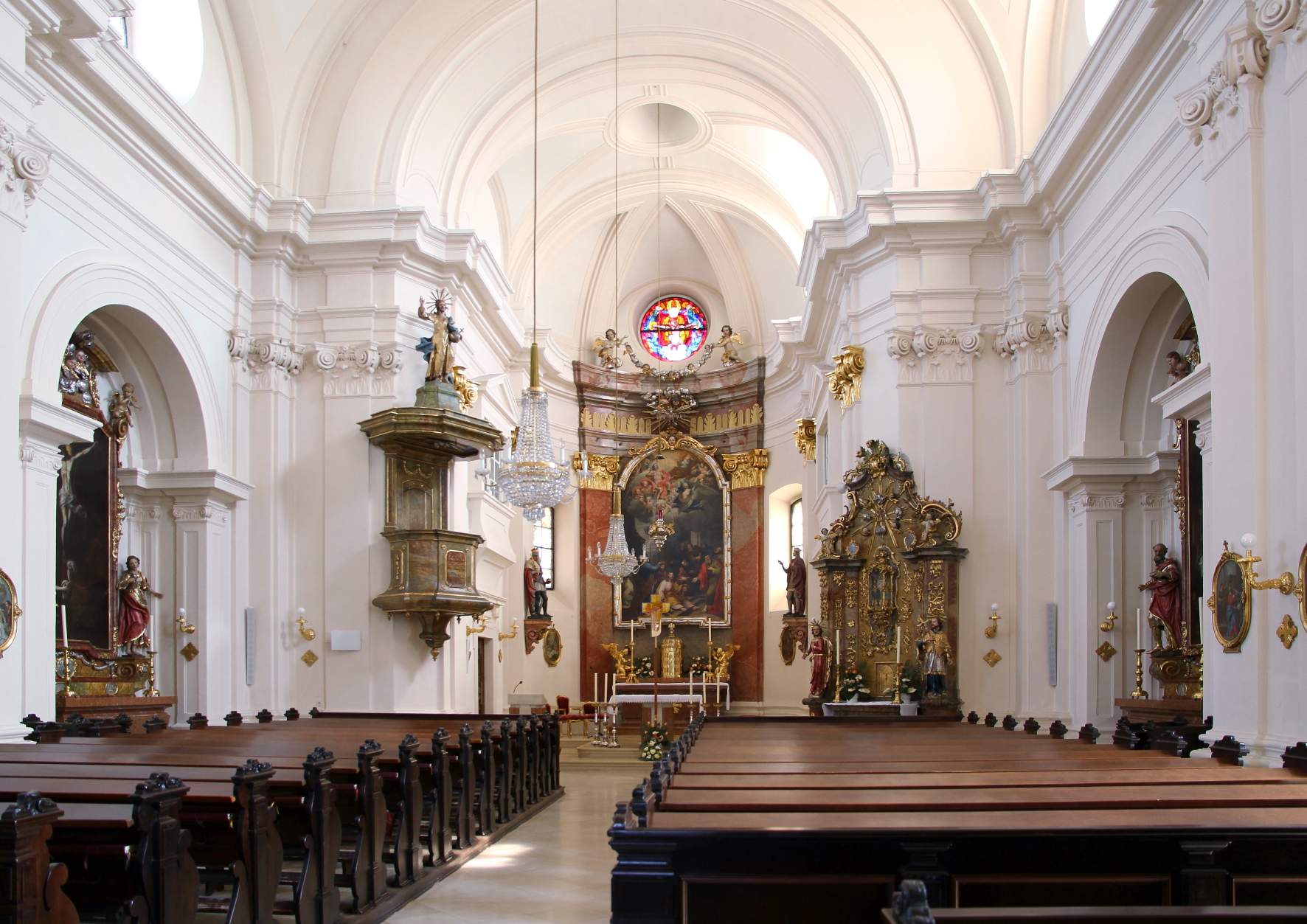
Im Langhaus zum Chor

Die römisch-katholische Pfarrkirche Oggau steht abseits der Hauptstraße in einem ehemaligen ummauerten Friedhof in der Marktgemeinde Oggau am Neusiedler See im Bezirk Eisenstadt-Umgebung im Burgenland. Die der Heiligen Dreifaltigkeit und Simon Zelotes und Judas Thaddäus geweihte Pfarrkirche gehört zum Dekanat Eisenstadt-Rust in der Diözese Eisenstadt. Die Kirche steht unter Denkmalschutz.

## Geschichte
Es wurde eine mittelalterliche Pfarre angenommen, welche später zeitweise evangelisch war. Eine ältere Kirche ist 1587 abgebrannt und wurde vor 1641 wieder aufgebaut und wurde 1683 im Türkenkrieg zerstört und 1685 renoviert. Von 1727 bis 1731 erfolgte ein Neubau als einheitlicher Barockbau. Renovierungen waren 1880 und 1921. Die Kirche wurde 1956 innen und 1960 außen restauriert.

## Architektur
Der einheitliche Barockbau hat ein gedrungenes hohes Langhaus mit einem schmächtigen zweigeschoßigen vorgelagerten Westturm mit einem mansardenförmigen Helm. Die seitlichen Anbauten sind ein Choraufgang und eine Taufkapelle. Die Fassade zeigt faschengerahmte Felder. Der eingezogene Chor mit einer halbrunden Apsis hat die gleiche Höhe wie das Langhaus. In den Chorwinkeln sind niedrigere zweigeschoßige Sakristeianbauten. Das Westportal hat eine profilierte Verdachung mit Voluten als Zier. Über dem Westportal ist ein Fenster mit Giebel und der Inschrift Anno 1727. Das nördliche Sakristeiportal hat eine ovale Oberlichte und zeigt im Keilstein einen Engelkopf.

## Ausstattung
Der Hochaltar aus der Bauzeit hat einen architektonischen Rahmen in der Wandgliederung und zeigt das Ölbild Verklärung Christi mit den zwölf Aposteln (um 1690). Die Rahmenbekrönung ist ein Engelkopf und auf dem Gesims sind Putti. Die Orgel aus 1961 mit 21 Registern wurde von Rieger Orgelbau gebaut.